# Thomas Sørensen Kielgast
|  | Se også Thomas Sørensen |
Thomas Sørensen Kielgast (født 11. juli 1963) er skoleleder, tidligere atlet og kommunalpolitiker i Køge Kommune.
Fra 2009-13 sad Kielgast i byrådet for Socialdemokraterne, men valgte at forlade partiet efter interne kampe, og stiftede samme år nyt lokalliste, Ny Centrum, hvem for han opnåede valg ved valget i 2013. I 2015 skiftede han til SF - Socialistisk Folkeparti.
Kielgast er SF's borgmesterkandidat ved kommunalvalget i 2017.

## Politisk karriere

### 2009-2013: Socialdemokratiet
Kielgast blev indvalgt i Køge Byråd ved kommunalvalget i 2009 med næstflest personlige stemmer på den socialdemokratiske liste efter daværende borgmester, Marie Stærke. Herefter indtog han positionen som gruppeformand i den socialdemokratiske byrådsgruppe, og var kortvarigt i 2011 vikariende borgmester for Marie Stærke under hendes barselorlov.
Efter sagen om den socialdemokratiske lokalformand, Tommy Kamp, udtalte Kielgast mistillid til Stærke som borgmester, og derfor meldte han sig som partiets borgmesterkandidat ved valget i 2013. Dette førte til en urafstemning den 15. februar 2012, som Kielgast tabte til Stærke med stemmerne 165 mod 197.
Kielgast fortsatte efterfølgende som gruppeformand i byrådet, men valgte i april 2013 at forlade Socialdemokraterne efter, at han ved et opstillingsmøde var blevet nr. 7 på listen.

### 2013-2015: Ny Centrum
Efter en peride som løsgænger i byrådet, præsenterede Kielgast den 3. juni 2013 et nyt parti ved navn Ny Centrum. Som spidskandidat fik Kielgast næsten 1.400 personlige stemmer ved kommunalvalget i november 2013, hvilket sikrede det nye parti et mandat i Køge Byråd.

### 2015-: SF - Socialitisk Folkeparti
Midt under folketingsvalgkampen i 2015 meddelte Kielgast, at hele Ny Centrums partiorganisation ville indtræde i SF's lokalafdeling i Køge. I december 2015 blev han præsenteret som SF's borgmesterkandidat ved det kommende kommunalvalg i 2017.

## Erhvervskarriere
Kielgsat er skoleleder på Hastrupskolen i Hastrup.

## Sportkarriere
Sørensen Kielgast var i sin ungdom en habil løber i Køge G&IF og Sparta Atletik. Han var dansk mester på 3000 meter indendørs 1989, vandt Motionsløbet Eremitageløbet i 1988 og deltog i to verdensmesterskaber. Han er i dag træner for Dorte Vibjerg.

### Mesterskaber

#### Internationale mesterskaber
- 1987 VM 12 km cross 154. plads
- 1989 VM 12 km cross 119. plads

#### Danske mesterskaber
- Sølv 1987 5000 meter 14:07,80
- Sølv 1988 5000 meter 14:03,51
- Bronze 1989 5000 meter 14:05,14
- Guld 1989 3000 meter (indendørs) 8:32,68

### Rekorder

#### Danske rekorder

##### Senior rekord
- 4x1500 meter 15:18,5 2. august 1986

##### 18-årsrekord
- 1500 meter (indendørs) 3:59,8 27. december 1981

##### Personlige rekorder
- 1500 meter: 3:48,08
- 5000 meter: 13:44,27
- 10000 meter: 29:02,87